# Almost Here
Almost Here  este un duet al interpretei Delta Goodrem cu Brian McFadden. Acesta a fost lansat ca single, devenind al șaptelea #1 al artistei în Australia. Single-ul a primit disc de platină în Australia, pentru vânzări totale de peste 70,000 de exemplare. De asemenea, single-ul a atins prima poziție în clasamentul din Irlanda, devenind primul #1 al Deltei în această țară.

## Lista Melodiilor
CD single - Australia
1. „Almost Here”
2. „Hollow No More”
3. „Turn You Away”
4. „Almost Here” (videoclip)

CD single 1 - Internațional
1. „Almost Here”
2. „Hollow No More” (videoclip)

CD single 2 - Internațional
1. „Almost Here”
2. „Irish Son” (live)
3. „Real to Me” (live)
4. „Almost Here” (videoclip)

## Clasamente
| Chart (2005)              | Poziția Maximă |
| ------------------------- | -------------- |
| Australian Singles Chart  | 1              |
| Austria Singles Chart     | 34             |
| Denmark Singles Chart     | 2              |
| Germany Singles Chart     | 32             |
| Ireland Singles Chart     | 1              |
| Norway Singles Chart      | 3              |
| Sweden Singles Chart      | 29             |
| Switzerland Singles Chart | 36             |
| UK Singles Chart          | 3              |